# Gustav Resatz
Gustav Resatz (* 28. Juni 1903 in Wien; † 17. November 1962 in Salzburg) war ein österreichischer Bildhauer.

## Leben

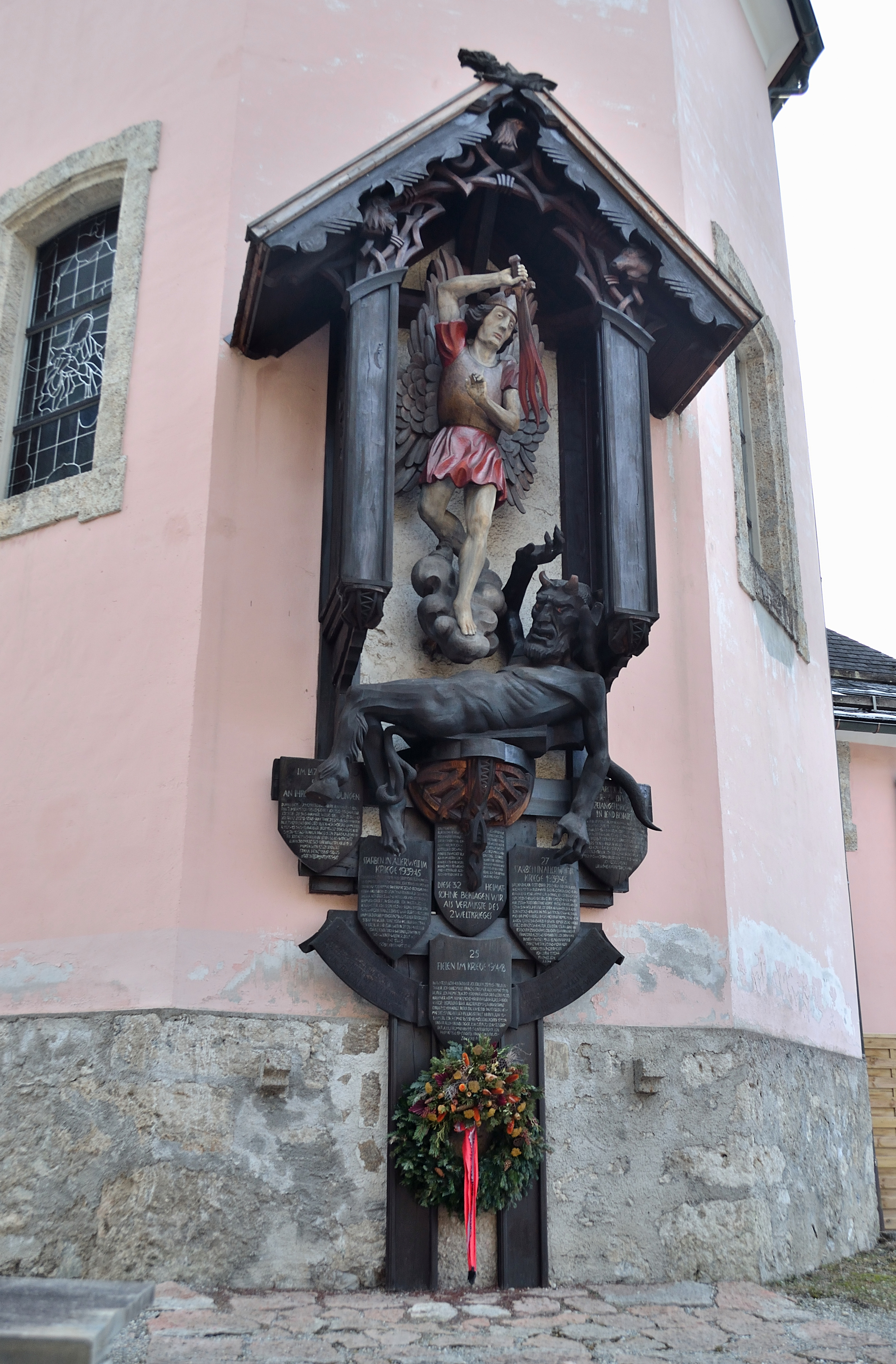
Kriegerdenkmal in Lend (1950)

Gustav Resatzs fand mit Hilfe seines Lehrers Anton Hanak eine Werkstätte in Oberösterreich, in der er sich das Technisch-Handwerkliche seiner Kunst in kurzer Zeit aneignete.
Im Jahr 1924 kehrte er nach Wien zurück, wo er seine Laufbahn als freischaffender Künstler begann. Nebenbei studierte Resatz autodidaktisch Philosophie, Psychologie und Graphologie. Aus diesen Studien entstanden sehr viele Manuskripte zu Fragen der Kunst und zu dem Thema „Begabung und Charakter“.
Zum 1. Juni 1931 trat er der NSDAP bei (Mitgliedsnummer 510.508). Im Jahr 1942 wurde Gustav Resatz zur Polizeireserve eingezogen. Im selben Jahr beauftragte ihn Hans Hafner, der damalige Bürgermeister von Gloggnitz, eine Kunstschule aufzubauen und zu leiten. Die Schule bildete das Künstlerische wie das Handwerkliche gleichmäßig aus, wobei die Schüler von Anfang an vor ernsthafte Aufgaben gestellt wurden. Die „Werkschule Gloggnitz“ war zugleich Produktionsstätte. Die dort geschaffene Kunst war Ausdruckskunst in Gegenstellung zum damals herrschenden Neuklassizismus.
Am 1. April 1945 wurde die Schule während Kriegshandlungen durch einen Brand völlig vernichtet. Resatz und seine Familie verloren dabei allen Besitz. Weiters gingen bei dem Brand eine Sammlung seiner Werke, darunter kostbare Elfenbeinfiguren und überlebensgroße Holzplastiken, sowie sämtliche Manuskripte, verloren.
Gustav Resatz versuchte nach diesem Ereignis eine neue Existenz aufzubauen, er musste neunmal Wohnung und Werkstätte wechseln, bis er sich in Salzburg endgültig niederlassen konnte. Trotz widrigster Umstände entstanden in dieser Zeit unzählige neue Werke.
Nach Resatz wurde die Resatzstraße im Salzburger Stadtteil Aigen benannt. Eine Kommission berät derzeit über die Umbenennung von 46 Straßen in Salzburg, die Namen von Nationalsozialisten (Nazis) tragen. In diesem Zusammenhang sagte das Kommissionsmitglied und Historiker Johannes Hofinger: „Der Bildhauer war Nationalsozialist und Rassist aus Überzeugung“. Er betrieb als Puppenspieler Propaganda und war Leiter der Werkschule Gloggnitz. Mit einer Entscheidung ist jedoch nicht vor 2020 zu rechnen.

## Werke
- 1950 Kriegerdenkmal in Lend
- 1954 Kruzifix beim Kriegerdenkmal in Hollersbach im Pinzgau
- 1958 Familie auf der Flucht, Rastplatzgestaltung Westautobahn A1, links km 260,66 Vetternbach, Thalgau.